# Hiskija-Tunnel

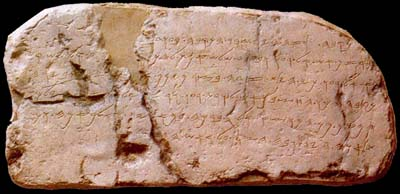
Inschrift aus dem Hiskija-Tunnel, Archäologisches Museum Istanbul

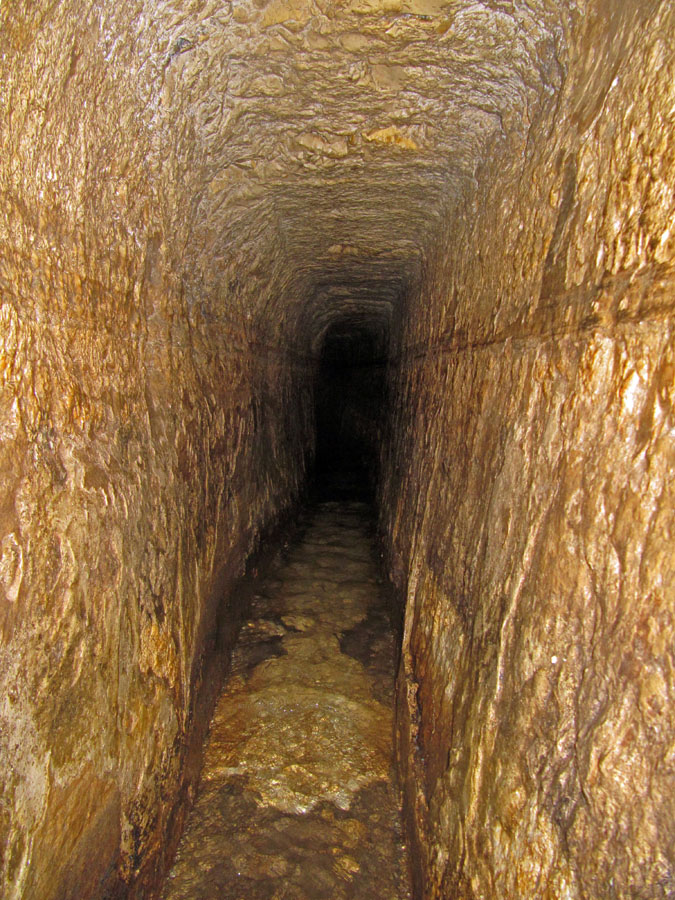
Blick in den Tunnel

Der Hiskija-Tunnel ist eine von den Judäern erbaute unterirdische Wasserleitung aus dem 8. Jahrhundert v. Chr. in der Stadt Jerusalem. Der über 500 Meter lange Tunnel führt das Wasser der Gihonquelle in die Stadt, in den Teich von Siloah. Der archäologisch erschlossene Tunnel führt bis in die Gegenwart Wasser und kann über den Großteil seiner Länge besichtigt werden.

## Geschichte
Nach 2 Kön 20,20 , 2 Chr 32,30  und Sir 48,17  wurde der Tunnel 701 v. Chr. im Auftrag des Königs Hiskija (Regierungszeit 727–698 v. Chr.) erbaut. Der König von Juda musste angesichts des in der zweiten Hälfte des 8. Jahrhunderts stets weiter durch Syrien und Palästina nach Ägypten vordringenden assyrischen Heeres die Stadt Jerusalem militärisch schützen. Angesichts der vielen Flüchtlinge aus dem Nordreich Israel, dessen Hauptstadt Samaria 722 v. Chr. von Assur eingenommen worden war, ummauerte Hiskija die deutlich nach Westen und Süden gewachsene Stadt neu und sicherte mit dem nach ihm benannten Tunnel die Frischwasserzufuhr von außerhalb der damaligen Stadt. Der Angriff auf Jerusalem und deren Belagerung erfolgte im Jahr 701 v. Chr. unter dem Assyrer-König Sanherib.

## Lage und Konstruktion

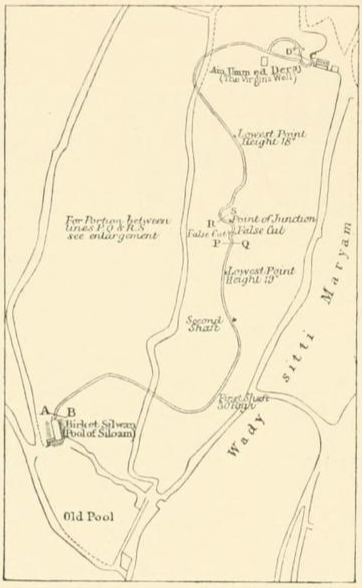
Tunnelverlauf

Der kurvige Tunnel hat eine Gesamtlänge von 533 Metern. Er beginnt bei der Gihonquelle (auch Gichonquelle) in Jerusalem. Sie ist die einzige Ganzjahresquelle der Stadt. Es handelt sich um eine intermittierende Quelle, die unterirdisch in einer Grotte am Fuße des Osthangs der Davidsstadt im Kidrontal bei ca. 630 m NN entspringt. Der Tunnel nutzt zunächst in westlicher Richtung den alten jebusitischen Zulauf zum Vertikalschacht (häufig mit dem biblischen ‚Zinnor‘ ((2 Sam 5,8 )) gleichgesetzt, durch den Joab im Auftrag Davids in die Stadt eindrang; hier sollen die kanaanäischen Jebusiter Wasser innerhalb des durch Mauern geschützten Bereiches ihrer Stadt geschöpft haben). Dann verläuft der Wassertunnel in großen Schleifen in Richtung SSW durch den Bergrücken der Davidsstadt und mündete in den Shiloah-Teich. Dieser Ort befand sich im geschützten inneren Teil der Stadt. Der allgemein bekannte Teich stammt allerdings aus byzantinischer Zeit. Neuere Ausgrabungen der letzten Jahre legen derzeit ein älteres, etwas südlicher und tiefer gelegenes Becken des Teiches frei.
In der Eisenzeit II (1000 – 520 v. Chr.) wurden in Palästina mehrfach aufwendige Anlagen zur sicheren Frischwasserzufuhr in israelitischen und judäischen Städten errichtet, wie z. B. in Megiddo, Hazor, Tell es-Seba und an anderen Orten. Bis heute ist (trotz stets neu diskutierter gleicher Theorien) ungeklärt, warum nicht ein (annähernd) direkter Weg zwischen Gihonquelle und Siloah-Teich, sondern ein viel längerer, sich unmotiviert schlängelnder Weg gewählt wurde. Möglicherweise, weil er an ältere Bauwerke anknüpfte. Ein Großprojekt mit riesiger ingenieurtechnischer Herausforderung war der Bau jedoch allemal. 
Zwei Bautrupps gruben sich durch das Gestein, der eine an der Quelle, der andere an der Mündung beginnend. Die Trupps wurden vielleicht durch Klopfzeichen geleitet. Kurz vor dem Zusammentreffen (bei ca. 30 m Abstand) konnten die Trupps einander hören und arbeiteten sich, wenn auch mit einigen Richtungskorrekturen, aufeinander zu. Von dieser letzten Tunnelbauphase gibt es eine teilweise erhaltene Inschrift, die nahe dem Südende des Tunnels auf einer geglätteten Fläche an der Wand angebracht worden war.

## Inschrift

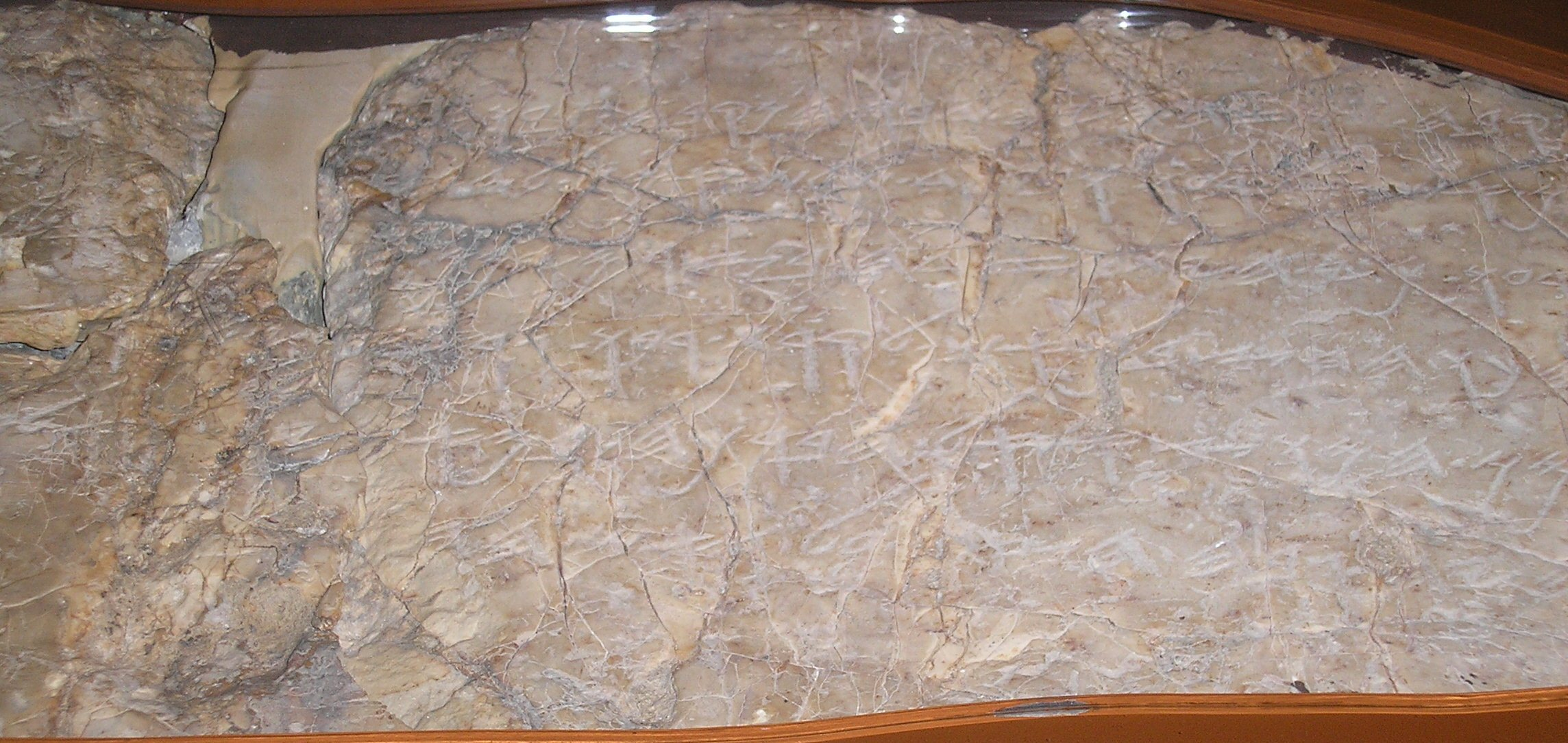
Detail der Inschrift

Die Siloah-Inschrift berichtet in althebräischer Schrift und Sprache von den Arbeiten kurz vor dem Tunneldurchbruch und ist in archäologischer Hinsicht interessant. Sie wurde 1880 unweit des südlichen Tunneleingangs gefunden. Nachdem man noch in osmanischer Zeit versucht hatte, sie zu stehlen, und der Dieb gefasst werden konnte, brachte man sie nach Istanbul, wo sie auch heute noch im Antikenmuseum aufbewahrt wird:

„… das Durchbohren. Dies ist die Geschichte des Durchbohrens. Als noch […] Hacke(n) […] jeder zu seinem Gefährt hin, und als noch drei Ellen zu durchbohren waren, […] die Stimme eines Mannes, der dem anderen zurief, denn da war ein Spalt an der rechten Seite […] Und am Tag des Durchbruchs begegneten sich die Arbeiter, Mann gegen Mann, Hacke gegen Hacke, und das Wasser floss von der Quelle zum Teich, 1200 Ellen weit und 100 Ellen war die Dicke des Gesteins über den Köpfen der Arbeiter.“

2022 entdeckte der Archäologe Eli Shukron 7 zusätzliche Inschriften im Tunnel. Eine Inschrift befindet sich an einer in den Felsen gehauenen umrahmten Fläche, die zwar 1909 von Louis-Hugues Vincent entdeckt wurde, aber bislang als noch unbeschriftet bewertet wurde.  Gershon Galil, Historiker für Biblische Studien und Alte Geschichte an der Universität Haifa wertete die Funde aus. Die Inschrift bestätigt Hiskija als Auftraggeber des Tunnels sowie weitere Angaben der hebräischen Bibel. Die neu entdeckten Inschriften seien zudem die ältesten bekannten biblischen Texte.

## Tourismus
Der gesamte Bereich der Gihonquelle und des Tunnels, sowie des Shiloah-Teiches ist heute eine einzigartige archäologische Anlage, die besichtigt werden kann. Mit einer Handlampe können auch etwa 450 Meter des Tunnels begangen werden. Dabei watet man durch das etwa knietiefe (bis zu 70 cm) kalte Quellwasser. Der Tunnel liegt in Altstadtnähe, unterhalb vom Tempelberg und der Ma'ale HaShalom.